# 金融高新区駅
金融高新区駅（きんゆうこうしんく-えき）は、中華人民共和国広東省仏山市南海区海八路広東金融高新区に在る。本駅は仏山市の最東端及び最北端の駅である。

## 駅構造
島式ホーム1面2線の地下駅。ホームドア設置駅。

## 歴史
- 2010年11月3日 - 開業。

## 隣の駅
仏山地下鉄
■1号線
千灯湖駅 - 金融高新区駅 - 龍渓駅